# ヴォルゴドンスク
座標: 北緯47度31分 東経42度09分 / 北緯47.517度 東経42.150度

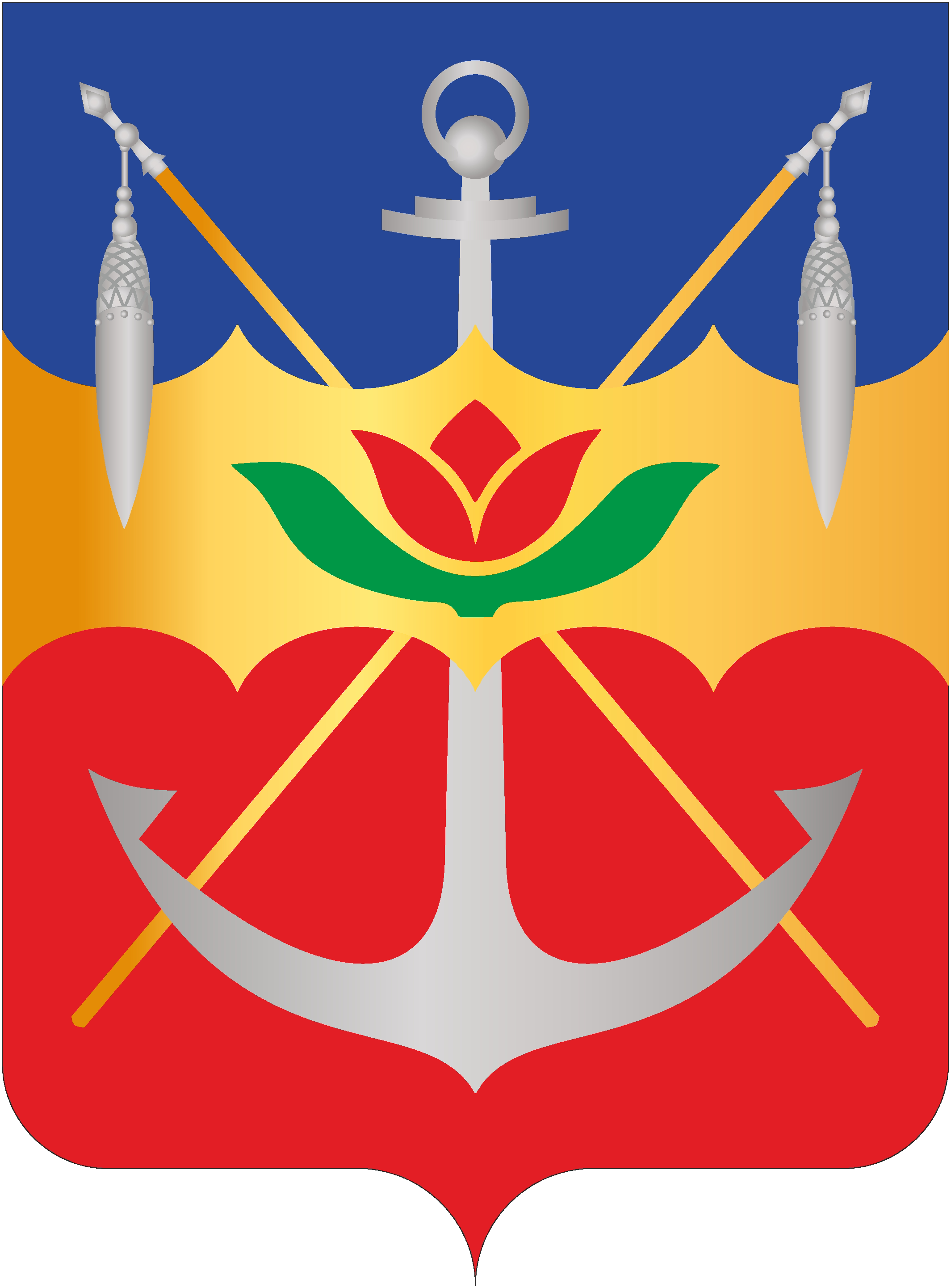
ヴォルゴドンスクの紋章

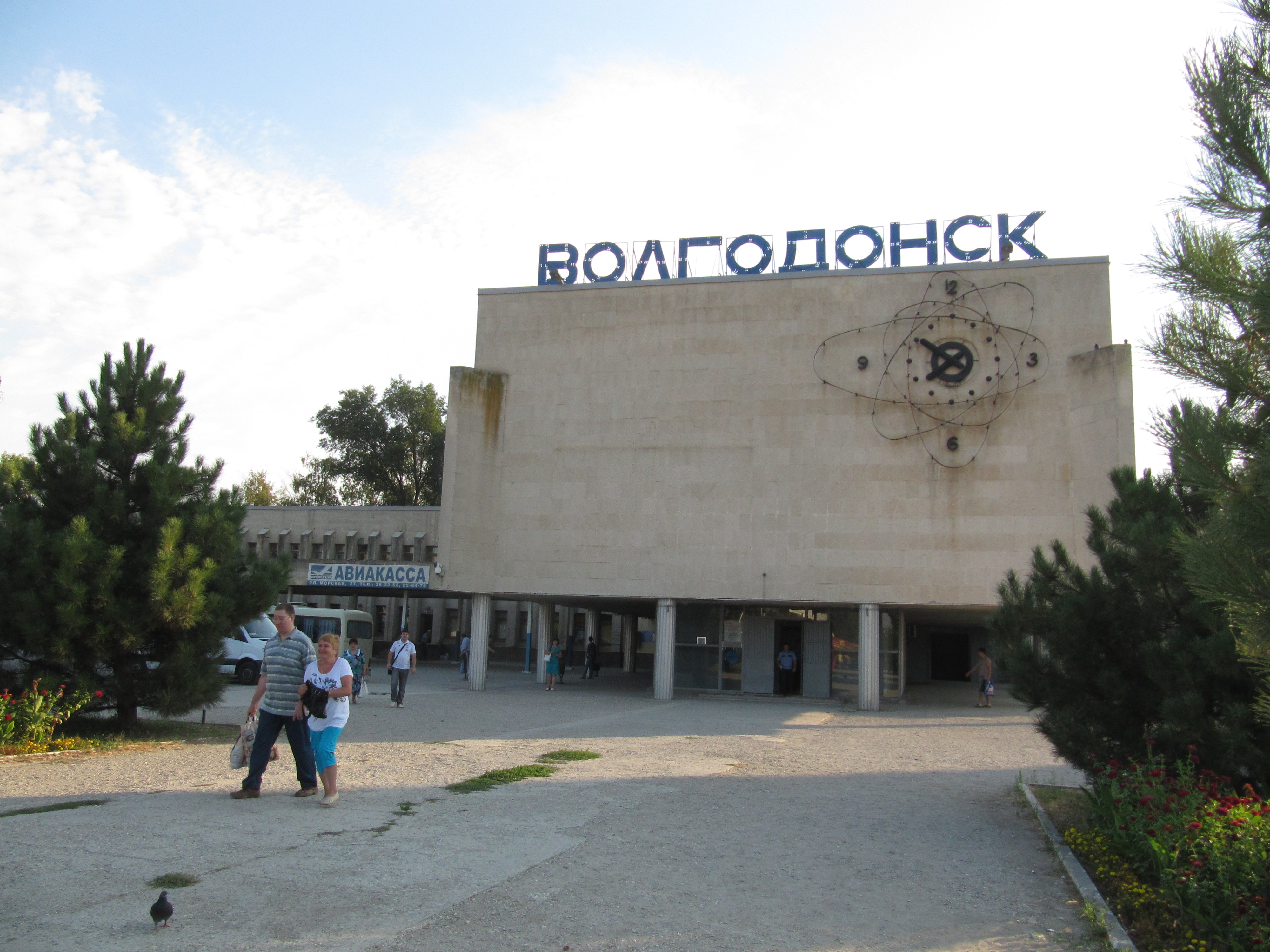

ヴォルゴドンスク（ロシア語: Волгодо́нск、ラテン文字表記の例: Volgodonsk）はロシア南部・ロストフ州の東部にある都市。人口は16万8048人（2021年時点）。ドン川のダム湖であるツィムリャンスク湖の西岸に位置する。州都ロストフ・ナ・ドヌからは東へ190キロメートル。最寄りの町は20キロメートル北にあるツィムリャンスク。ヴォルガ・ドン運河およびツィムリャンスク・ダム、ツィムリャンスク水力発電所の建設で大きくなった町である。

## 歴史
ヴォルゴドンスク（「ヴォルガ川とドン川の町」）は、ヴォルガ・ドン運河建設のさなかの1950年に労働者の集落として開かれた町で、1956年に市となった。1999年には、ヴォルゴドンスクの集合住宅が、モスクワおよびブイナクスク（ダゲスタン共和国）とともに高層アパート連続爆破テロ事件の標的となった。

## 交通
ヴォルゴドンスクは、モスクワとロストフ・ナ・ドヌを結ぶM4幹線道路などの道路や、ドン川などの水運による物流に恵まれている。特に水運によって物資が運ばれるほか、夏には観光船なども通る。ヴォルガ・ドン運河を利用することにより、ヴォルゴドンスクにはドン川流域の航路のみならず、ヴォルガ川流域にあるロシアの主要都市、カスピ海、黒海や地中海に行く航路なども通っている。

## 経済
1981年に建設が開始されたロストフ原子力発電所は、ヴォルゴドンスクから12キロメートル北東のツィムリャンスク湖の湖岸に位置している。この原発が稼働したのは2001年3月30日のことで、21世紀のロシアで最初の原発となった。この原発が主要な雇用主となっているほか、地熱発電所などのエネルギー部門、機械工業、食品工業、製材業、オーストリアとの合弁である鋼材工場などが立地している。
1980年代初頭に建設された原子力関連企業アトムマーシュは、ロシア型加圧水型原子炉（VVER）の製造に使われる原子炉圧力容器をソ連で最初に製造した工場であり、サンクトペテルブルクのイゾラ工場と並ぶVVERの主要生産企業である。
ヴォルゴドンスクにはロシア各地の大学の分校など、高等教育機関が集まっており、経済学・工学・農業などを教えている。

## 姉妹都市
- ドルニ・ドゥブニク、ブルガリア
- モスクワ、ロシア
- サンクトペテルブルク、ロシア
- アストラハン、ロシア
- ウグリチ、ロシア